# Neochesias thesea
Neochesias thesea là một loài bướm đêm trong họ Geometridae.